# David P. Robbins
David P. Robbins (* 12. August 1942 in Brooklyn; † 4. September 2003 in Princeton, New Jersey) war ein US-amerikanischer Mathematiker.
Robbins studierte an der Harvard University (bei Andrew Gleason) und wurde 1970 am Massachusetts Institute of Technology promoviert. Danach war er Lehrer an der Fieldston School in Manhattan (die er auch als Schüler besucht hatte), an der Philips Exeter Academy (wo er mit seinem Kollegen Richard G. Brown ein Mathematik-Schulbuch schrieb), dem Hamilton College in Clinton und der Washington and Lee University in Virginia. Ab 1980 war er Forschungsmathematiker am Institute for Defense Analyses Center for Communications Research (IDA-CCR) in Princeton. Der Großteil der dort geleisteten Arbeit ist geheim. In Princeton war er Vorsitzender des Princeton School Board. Er starb an Bauchspeicheldrüsenkrebs. Als er die finale Diagnose erhielt, begann er an der Lösung eines Problems zu arbeiten, das ihn seit Schultagen beschäftigte, einer Verallgemeinerung von Herons Formel (von Heron für Dreiecke aufgestellt) auf Polygone.
1982 führte er mit William H. Mills und Howard Rumsey junior Alternating Sign Matrices (ASM) ein und bewies die MacDonalds Vermutung. Robbins veröffentlichte darüber auch einen Aufsatz im Mathematical Intelligencer. Eine von Robbins und Kollegen aufgestellte Vermutung über die Anzahl der n x n ASM für jedes n wurde 1992 von Doron Zeilberger bewiesen. In ihrem eigenen Versuch die Vermutung zu beweisen, stießen Robbins und Kollegen auf den Zusammenhang von ASM mit absteigende zweidimensionale Partitionen (Descending Plane Partitions, DPP) und konnten eine Vermutung von Ian MacDonald (1979) über die Anzahl der zyklischen symmetrischen zweidimensionalen Partitionen (Cyclically Symmetric Plane Partitions, CSPP) beweisen.
Buchholz und MacDougall nannten 2008 Robbins Pentagone nach ihm (zyklische Pentagone mit rationalen Seitenlängen und Fläche). Robbins hatte eine Flächenformel für zyklische Pentagone gegeben in der Art des Satz des Heron für Dreiecke.
Nach ihm ist die Robbins-Konstante benannt.
Der David P. Robbins Prize der AMS und der David P. Robbins Prize der MAA wurden ihm zu Ehren gestiftet.

## Schriften
- mit Richard Brown: Advanced Mathematics, an introductory course. Houghton Mifflin, 1975